# Ermita de San Antonio (Sot de Ferrer)
La ermita de San Antonio sita en el término municipal de Sot de Ferrer (Provincia de Castellón, España) se localiza sobre la colina llamada "Monte de San Antonio", y cuya existencia ya consta en el año 1681. 
Se trata de un edificio de planta en cruz latina, con cúpula en el crucero, con talla de estilo churrigueresco bien acusado, así como su presbiterio y crucero. Que desde su fundación fue dedicada al Santo franciscano, lo demuestran los cuatro atributos del mismo, que llevan los ángulos de cada una de las lunetas angulares sobre las que descansa la cúpula, que son: el libro de los Evangelios (predicación), la azucena (la pureza), el martillo (contra la herejía), y la mitra (el premio ofrecido al santo por la Iglesia).
La única nave es un rectángulo que no guarda escuadra, con una longitud de 13,22 metros (del lado del Evangelio), por 14,07 metros (del lado de la Epístola). La longitud del crucero es de 10,25 metros, y toda ella de 3 metros de latitud. La bóveda es de medio punto imperfecto.
En la hornacina del altar Mayor, la imagen de San Antonio de Padua, escultura de un metro decorada en verde, y con el Niño Jesús, y en el crucero del Evangelio, el altar con la imagen, tamaño natural, de Jesús Crucificado, llamado El Cristo de la Providencia, y en frente el altar de la Transfiguración del Señor, pintura al óleo sobre lienzo. 
En el espacio que forma el cuadro posterior al presbiterio y al crucero, está emplazada la sacristía, el púlpito en el muro de la nave, de este mismo lado, antes de la puerta principal. Era ésta de madera sencilla, de 1,30 metros de anchura por 2,30 m de altura, de dos hojas iguales practicables. Al pie de la capilla, sobre parte del actual atrio exterior, estaba el piso del llamado coro, al que se subía por la escalera junto a la puerta de entrada. En él, una ventana con eje daba luz del exterior, y otra más pequeña, para la campana de llamar al culto. 
Lleva esta capilla atrio exterior abierto y rectangular a lo largo de la fachada, con dos arcos o pórticos de frente, más uno abierto al pueblo y paisaje, y su opuesto, tapiado hacia la sierra de Espadán. 
Desde el mencionado crucero al atrio, está la casa del ermitaño. Consta de planta baja con puerta de entrada al atrio, cocina y hogar, además de un piso alto que se prolonga a todo lo ancho del mencionado atrio.